# Tour der schottischen Rugby-Union-Nationalmannschaft nach Ozeanien 1993
| Tour der Schotten nach Ozeanien 1993 | Tour der Schotten nach Ozeanien 1993 | Tour der Schotten nach Ozeanien 1993 | Tour der Schotten nach Ozeanien 1993 | Tour der Schotten nach Ozeanien 1993 |
| Übersicht                            | S                                    | G                                    | U                                    | N                                    |
| ------------------------------------ | ------------------------------------ | ------------------------------------ | ------------------------------------ | ------------------------------------ |
| Sonstige Spiele                      | 7                                    | 6                                    | 0                                    | 1                                    |
| Gesamt                               | 7                                    | 6                                    | 0                                    | 1                                    |

Die Tour der schottischen Rugby-Union-Nationalmannschaft nach Ozeanien 1993 umfasste eine Reihe von Freundschaftsspielen der schottischen Rugby-Union-Nationalmannschaft. Sie reiste im Mai und Juni 1993 durch Fidschi, Samoa und Tonga, wobei sie während dieser Zeit sieben Spiele bestritt. Darunter waren drei Länderspiele gegen die Nationalmannschaften dieser Länder, wobei jenes gegen Samoa verloren ging. Hinzu kamen vier weitere Spiele gegen Auswahlteams, die alle mit schottischen Siegen endeten. Die Länderspiele zählten nicht als Test Matches, weil mehrere Stammspieler an der gleichzeitig stattfindenden Neuseeland-Tour der British Lions teilnahmen.

## Spielplan
- Hintergrundfarbe grün = Sieg
- Hintergrundfarbe rot = Niederlage

(Test Matches sind grau unterlegt; Ergebnisse aus der Sicht Schottlands)
| # | Datum         | Gegner               | Ort        | Stadion                | Ergebnis |
| - | ------------- | -------------------- | ---------- | ---------------------- | -------- |
| 1 | 22. Mai 1993  | Fiji B               | Nadi       | Prince Charles Park    | 14:7     |
| 2 | 26. Mai 1993  | Fiji Juniors         | Suva       | National Stadium       | 51:3     |
| 3 | 29. Mai 1993  | Fidschi              | Suva       | National Stadium       | 21:10    |
| 4 | 02. Juni 1993 | Tongan Barbarians    | Nukuʻalofa | Teufaiva Sport Stadium | 21:5     |
| 5 | 05. Juni 1993 | Tonga                | Nukuʻalofa | Teufaiva Sport Stadium | 23:5     |
| 6 | 09. Juni 1993 | Samoa’s President XV | Apia       | Apia Park              | 33:8     |
| 7 | 12. Juni 1993 | Westsamoa            | Apia       | Apia Park              | 11:28    |

## Länderspiele
(nicht als Test Matches zählend)
| 29. Mai 1993 | Fidschi                                                     | 10 : 21        | Schottland                                                           | National Stadium, Suva Zuschauer: 8000 Schiedsrichter: Brian Kinsey (Australien) |
| 29. Mai 1993 | Versuche: Rokowailoa Erhöhungen: Serevi Straftritte: Serevi | (0:10) Bericht | Versuche: Hay Logan Erhöhungen: Donaldson Straftritte: Donaldson (3) | National Stadium, Suva Zuschauer: 8000 Schiedsrichter: Brian Kinsey (Australien) |

| 5. Juni 1993 | Tonga            | 5 : 23        | Schottland                                                                       | Teufaiva Sport Stadium, Nukuʻalofa Schiedsrichter: Lindsay McLachlan (Neuseeland) |
| 5. Juni 1993 | Versuche: Lavaka | (5:8) Bericht | Versuche: Logan Weir Strafversuch Erhöhungen: Townsend Straftritte: Townsend (2) | Teufaiva Sport Stadium, Nukuʻalofa Schiedsrichter: Lindsay McLachlan (Neuseeland) |

| 12. Juni 1993 | Westsamoa                                                                     | 28: 11         | Schottland                                | Apia Park, Apia Schiedsrichter: Lindsay McLachlan (Neuseeland) |
| 12. Juni 1993 | Versuche: Kaleopa Lima Vaega Erhöhungen: Kellett (2) Straftritte: Kellett (3) | (12:8) Bericht | Versuche: Nicol Straftritte: Townsend (2) | Apia Park, Apia Schiedsrichter: Lindsay McLachlan (Neuseeland) |